# هائیتی
هائیتی (به فرانسوی: Haïti) (کریؤل هائیتی: Ayiti) با نام رسمی جمهوری هائیتی کشوری است در جزیره هیسپانیولا در دریای کارائیب. پایتخت آن پورتو پرنس است. جمعیت این کشور ۱۱٫۳ میلیون نفر و زبان‌های رسمی آن فرانسوی و کریؤل هائیتی است. واحد پول آن گورد است. هائیتی از شرق با جمهوری دومینیکن هم‌مرز است.
۹۵ درصد از مردم هائیتی سیاه‌پوست و ۲٫۵ درصد مولاتو (دورگه سفیدپوست و سیاه) و سفیدپوست هستند. حدود ۸۰ درصد از مردم هائیتی مسیحی کاتولیک و حدود ۱۶ درصد نیز پروتستان هستند. برخی از مردمان هائیتی عناصر باورهای بومی جادو-باور معروف به وودوو را نیز با باورهای کاتولیکی مخلوط می‌کنند.
هائیتی نخستین کشوری بود در آمریکای لاتین و حوزه کارائیب به استقلال رسید و نخستین جمهوری در جهان است که رهبران آن سیاه‌پوست بودند. هائیتی تنها کشور مستقل در قاره آمریکا است که اکثریت جمعیت آن فرانسوی‌زبان هستند. امروزه هائیتی با منابع ناچیز و جمعیت زیاد فقیرترین کشور نیمکره غربی است. خشونت‌های سیاسی نیز در این کشور بارها رخ داده و باعث بی‌ثباتی دولتی شده است.
هرسال چندین هزار نفر از اهالی هائیتی مبادرت به ورود غیرقانونی به ایالات متحده آمریکا می‌کنند. مهاجران اهل هائیتی که تلاش دارند از فقر موجود کشورشان فرار کنند، در قایق‌های پوسیده و بسیار شلوغ در دریای کارائیب با وضعیت فلاکت‌باری مواجه می‌شوند.
اسپانیایی‌ها از اواخر سده پانزدهم میلادی استعمار سرزمین هائیتی را آغاز کردند، اما در نیمه دوم سده هفدهم، سایر اروپاییان و از جمله فرانسویان وارد این منطقه شدند. حضور نیروهای کشورهای دیگر اروپایی باعث وقوع جنگ‌هایی بین آنان گردید که در یک مورد آن، جنگ بین نیروهای اسپانیا و فرانسه درگرفت و در بیستم فوریه ۱۶۷۷م، به شکست اسپانیایی‌ها انجامید. پس از این جنگ فرانسویان موفق شدند بخش‌هایی از هائیتی را تصرف نمایند و حضور خود را در آن منطقه تحمیل کنند. فرانسویان پس از بیست سال، در سال ۱۶۹۷م با اسپانیا در تقسیم این جزیره به توافق رسیدند و بخش غربی جزیره به فرانسویان واگذار گردید و فرانسوی‌ها آن را نزدیک به یک‌صد وسی سال در اشغال خود داشتند. هم‌زمان با آغاز انقلاب کبیر فرانسه در ۱۷۸۹م، سیاه پوستان و بومیان هائیتی قیام نمودند. شورش سال ۱۸۰۴ به رهبری ژان ژاک دسالین و هنری کریستف آغاز شد و سرانجام این کشور در سال ۱۸۰۴ میلادی به عنوان اولین کشور آمریکای لاتین به استقلال رسید؛ و هر دو رهبر در مقام پادشاه هائیتی سلطنت کردند. در ۱۸۲۰ جمهوری متحدی تشکیل شد. تنش میان سیاه پوستان و دورگه‌ها، کودتا و بی‌ثباتی موجب زوال هائیتی شد و مداخله آمریکا (۱۹۱۵ تا ۱۹۲۵) را در پی داشت.
روز دوازدهم ژانویه ۲۰۱۰ زمین‌لرزه‌ای به قدرت هفت ریشتر در هائیتی روی داد که منجر به کشته شدن حدود ۳۰۰ هزار نفر شد و بر اثر آن تقریباً ۲ میلیون نفر بی سرپناه شدند. این زمین‌لرزه قوی زندگی چهار میلیون نفر را دگرگون کرد و همچنان بیش از ۵۰۰ هزار نفر در چادرهای اردوگاه‌های موقت زندگی می‌کنند. بیشتر اردوگاه‌ها به‌طور خودجوش بنا شده و از امکانات لازم برخوردار نیست. منتقدان به عدم پیشرفت در کار بازسازی هائیتی از سوی دولت و جامعه بین‌المللی اعتراض کرده‌اند. شیوع وبا، مشکلات را برای کشور زلزله‌زده و فقیر هائیتی پیچیده‌تر کرده است. این زلزله درست چند ماه پس از قطع رابطه این کشور با آمریکا بود. بعضی ها این زلزله را مرتبط با موسسه هارپ آمریکا می دانند و معتقدند با این کار آمریکا به دنبال سرنگونی دولت این کشور بود.
هائیتی تنها کشور توسعه‌نیافته‌ی قارهٔ آمریکاست. همچنین طبق گزارش سال ۲۰۱۹ میلادی سازمان ملل، این کشور دارای پایین‌ترین شاخص توسعه انسانی یک کشور غیرآفریقایی پس از یمن است. این کشور علاوه بر این بسیار فقیر است و پس از کرانهٔ باختری و غزه (فلسطین)، پایین‌ترین سرانهٔ ناخالص تولید داخلی را در میان کشورهای غیرآفریقایی داراست (سالانه ۱۸۱۰ دلار).

## تورتوگا
تورتوگا یکی از جزایر کارائیب و در شمال غربی هائیتی و جزو خاک این کشور محسوب می‌گردد. این جزیره در قرن هفدهم، مرکز اصلی دزدان دریایی کارائیب بود. این جزیره، طبق سرشماری سال ۲۰۰۳ جمعیتی بالغ بر ۲۵ هزار نفر داشته است.

## زمین‌لرزه
زمین‌لرزه هائیتی در ۲۰۱۰ در تاریخ ۱۲ ژانویه ۲۰۱۰ با قدرت هفت ریشتر رخ داد که کانون آن در ۱۵ کیلومتری جنوب پورتو پرنس واقع شده بود و خسارات بسیاری را به این شهر وارد کرد.
این زمین‌لرزه گذشته از تلفات گسترده جانی شمار زیادی از آثار باستانی و زیرساخت‌های فرهنگی هائیتی را ویران کرد. در این زمین‌لرزه تقریباً همه ساختمان‌های قدیمی و مهم پورتو پرنس، پایتخت هائیتی، از جمله کلیسای بزرگ، کاخ ملی، کاخ دادگستری، پادگان دسالین، مدرسه الکساندر پسیون، کلیساهای ترینیته، سنت آن و سن ژوزف، ساختمان‌های وزارت دادگستری و وزارت فرهنگ و همچنین مدرسه سن لوئی گونزاگ آسیب دید. شهرهای ژاکمل و لئوگان از جمله شهرهای هائیتی است که قرار بود در فهرست میراث فرهنگی یونسکو گنجانده شوند تخریب شدند.
همچنین تعداد زیادی هنرکدهٔ شخصی و دولتی، موزه، کتابخانه و بایگانی در این زمین‌لرزه تخریب شدند.

## سیاست

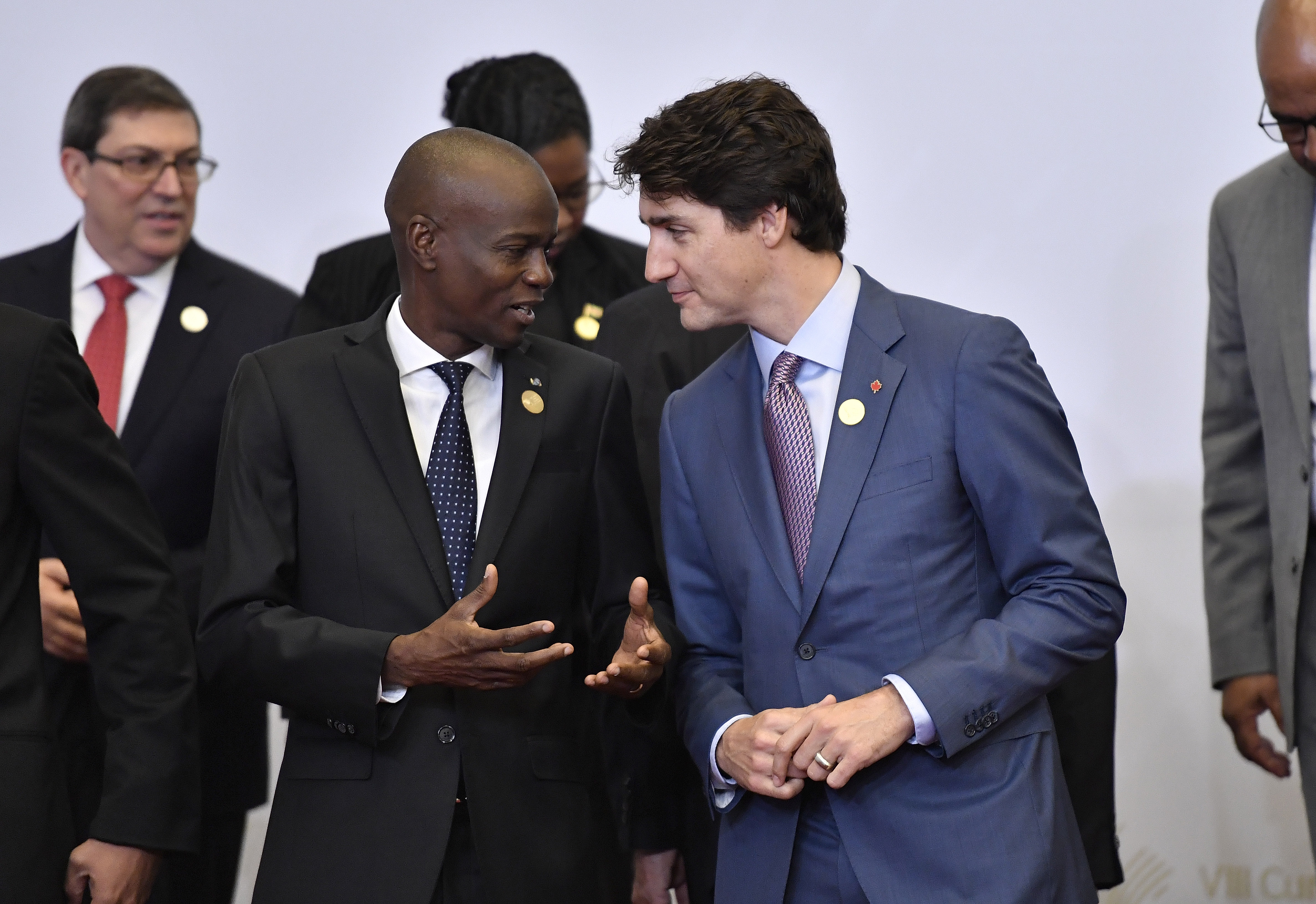
جوونل مویس رئیس‌جمهور هائیتی و ترودو نخست‌وزیر کانادا

در قانون اساسی ۱۹۸۷ انتخابات، با رأی تمامی افراد بالغ، برای مجلس سنای ۲۷ نفره، مجلس نمایندگان ۷۷ نفره و رئیس‌جمهور، همگی برای دوره‌ای پنج‌ساله پیش‌بینی شده است. طی سالهای ۱۹۸۷ تا ۱۹۹۰، تعداد زیادی حزب سیاسی جدید تشکیل شد، ولی حکومت قانونی را نظامیان در ۱۹۹۱ سرنگون کردند.
ژان کلود دووالیه در سال ۱۹۷۱ میلادی عنوان رئیس‌جمهوری مادام العمر را از پدرش، فرانسوا دووالیه به ارث برد. فرانسوا دووالیه در سال ۱۹۵۷ به حکومت رسیده بود.
دووالیه پسر نیز مانند پدرش با اتکا به یک گروه شبه نظامی خشن هرگونه مخالفتی را به شدت سرکوب می‌کرد. منتقدان می‌گویند او میلیون‌ها دلار از اموال ملی را غارت کرده است. دووالیه ۱۵ سال بر هائیتی حکومت کرد. او در سال ۱۹۸۶ از قدرت برکنار و به فرانسه پناهنده شد.

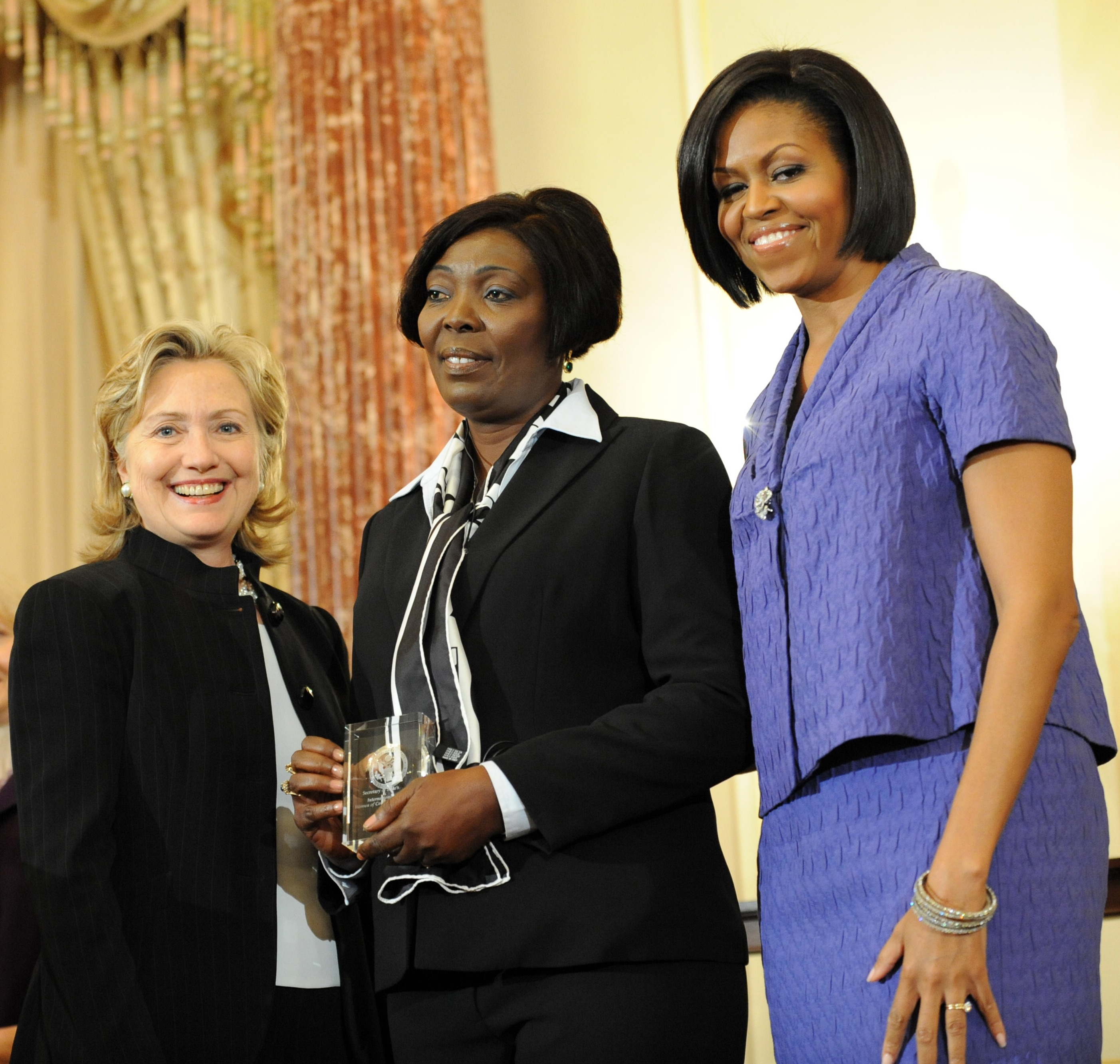
سونیا پیر فعال حقوق بشر اهل هائیتی میان میشل اوباما و هیلاری کلینتون

در سال ۲۰۰۰ انتخابات برای مجلس و همچنین رئیس‌جمهوری صورت گرفت که حزب آریستید، فانمی لاوالاس در انتخابات حداکثر آرا را به خود اختصاص داد.
در فوریه ۲۰۱۲ (اسفند ۱۳۹۰) گری کنیل، نخست‌وزیر هائیتی، پس از چهار ماه از قدرت کناره گرفت.
از احزاب کشور می‌توان به جبهه ملی برای بازسازی دموکراسی و اتّحاد ملی برای دموکراسی و پیشرفت اشاره کرد.

### ترور رئیس‌جمهور این کشور در سال ۲۰۲۱
در تاریخ ۱۶ تیر ۱۴۰۰ مصادف با ۷ ژوئیه ۲۰۲۱ رئیس‌جمهور این کشور جوویل مویس توسط افراد مسلح ناشناسی در خانه خود ترور شد. گفتنی است مویس از زمان به قدرت رسیدن در فوریه سال ۲۰۱۷، همواره با موج اعتراض‌های مردمی مواجه بوده است.

## جغرافیا

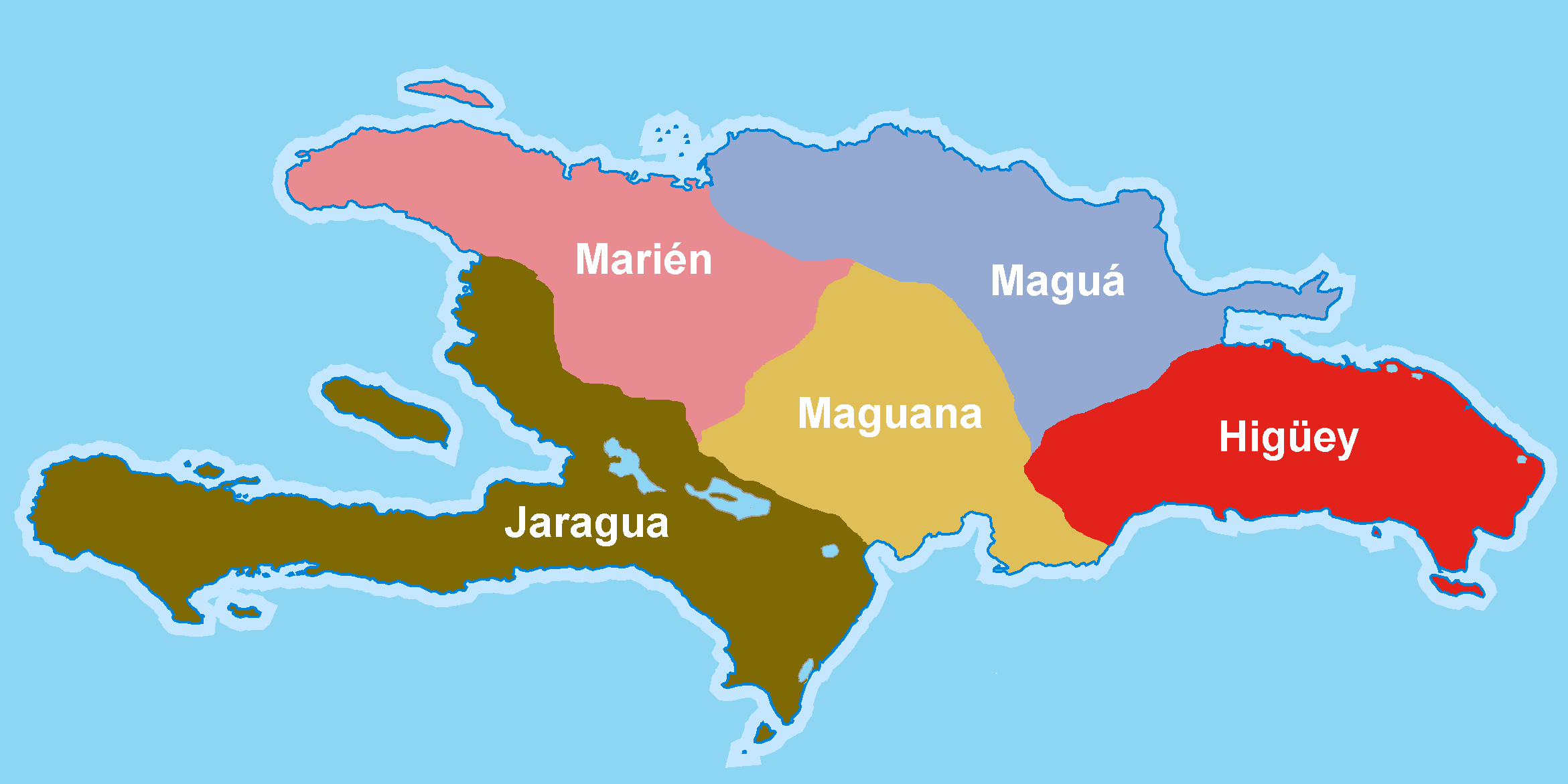
نقشه ناحیه‌های داخلی هائیتی

هائیتی از کشورهای آمریکای مرکزی است که از شمال به اقیانوس اطلس، از مشرق به جمهوری دومینیکن، از جنوب به دریای کارائیب و از مغرب به گذرگاه ویندوارد محدود می‌شود.
هائیتی بخش غربی جزیره هیسپانیولا است. رشته‌کوه‌هایی از شرق تا غرب کشور امتداد دارد و در میان آن‌ها دره‌ها و جلگه‌های پرجمعیت قرار دارد. مهم‌ترین رود هائیتی آرتیبونیت و بلندترین نقطه کشور قله سل با ارتفاع ۲۶۸۰ متر است.
آب و هوای استوایی هائیتی به واسطه ارتفاع و دریا معتدل است.
شهرهای مهم هائیتی لس کایس، کاپ هایتین، گونایوس و سنت رافائل هستند. سنت مارک، له کایه و کاپ هایتین از بندرهای مهم گوناو، تورتو، گراند کائی میت، واش و آروبا از جزیره‌های مهم هستند.
عوارض جغرافیایی مهم این کشور شامل دماغه فوکس (در شمال غربی)، خلیج سنت مارک (در مغرب) و دریاچه آزوتی (در مرز با جمهوری دومینیکن) هستند.

## تقسیمات کشوری

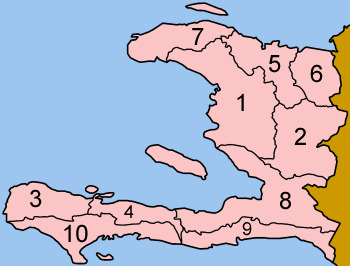
نقشه تقسیمات داخلی هائیتی

| شماره | نام استان به فارسی | نام استان به لاتین | مرکز به فارسی | مرکز به لاتین  |
| ----- | ------------------ | ------------------ | ------------- | -------------- |
| ۱     | آرتیبونیت          | Artibonite         | گونیو         | Gonaïves       |
| ۲     | مرکزی              | Centre             | هینشی         | Hinche         |
| ۳     | گرندآنسه           | Grand'Anse         | ژرمی          | Jérémie        |
| ۴     | نیپ                | Nippes             | میراگوان      | Miragoâne      |
| ۵     | شمالی              | Nord               | کاپ-هائیتین   | Cap-Haïtien    |
| ۶     | شمال شرقی          | Nord-Est           | فورت-لیبرتی   | Fort-Liberté   |
| ۷     | شمال غربی          | Nord-Ouest         | پورت-دو-په    | Port-de-Paix   |
| ۸     | غربی               | Ouest              | پورتوپرنس     | Port-au-Prince |
| ۹     | جنوب شرقی          | Sud-Est            | ژاکمل         | Jacmel         |
| ۱۰    | جنوبی              | Sud                | له کای        | Les Cayes      |

## اقتصاد

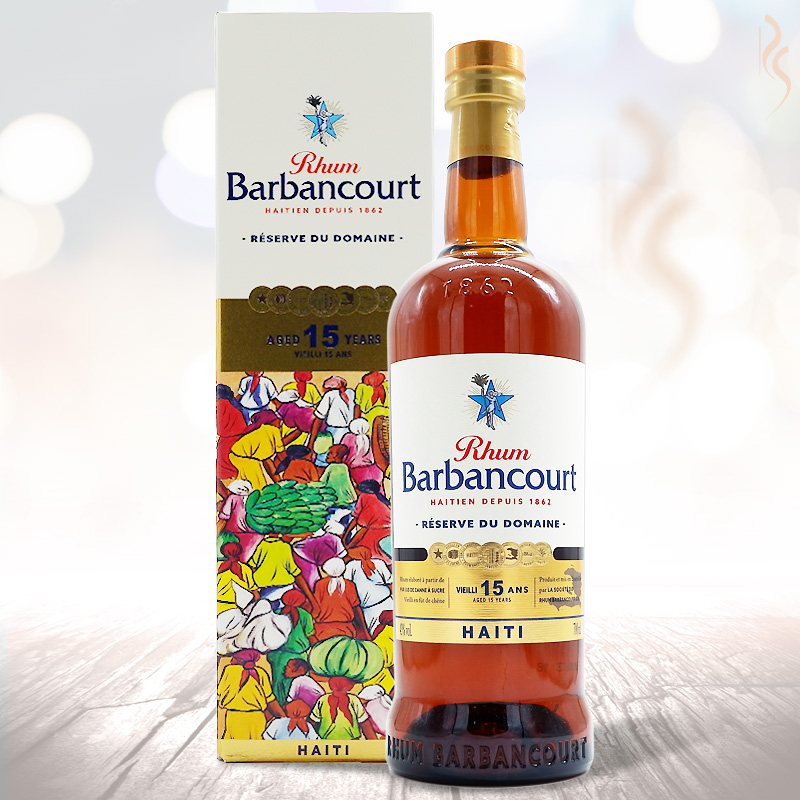
شرکت رام باربنکورت تولیدکننده مشروبات الکلی در هائیتی

دو سوم نیروی کاری کشور هائیتی در بخش کشاورزی اشتغال دارند، و فراورده‌هایشان عمدتاً در بازار داخلی مصرف می‌شود. قهوه کالای اصلی ارز آور این کشور است. هائیتی با منابع ناچیز و جمعیت زیاد فقیرترین کشور نیمکره غربی است.
واردات این کشور مواد غذایی، ماشین آلات و وسایل نقلیه و صادرات آن محصولات صنایع سبک، شامل منسوجات، لوازم برقی، وسایل ورزشی و قهوه است.